# Liste der Orte im Landkreis Pfaffenhofen an der Ilm
Die Liste der Orte im Landkreis Pfaffenhofen an der Ilm listet die 453 amtlich benannten Gemeindeteile (Hauptorte, Kirchdörfer, Pfarrdörfer, Dörfer, Weiler und Einöden) im Landkreis Pfaffenhofen an der Ilm auf.

## Systematische Liste
Alphabet der Städte und Gemeinden mit den zugehörigen Orten.
- Die Gemeinde Baar-Ebenhausen mit 3 Gemeindeteilen:
  - Pfarrdörfer Baar und Ebenhausen
  - Siedlung Ebenhausen-Werk

- Die Gemeinde Ernsgaden mit dem gleichnamigen Pfarrdorf

- Die Stadt Geisenfeld mit 32 Gemeindeteilen:
  - Hauptort Geisenfeld
  - Pfarrdörfer Engelbrechtsmünster und Rottenegg
  - Kirchdörfer Ainau, Geisenfeldwinden, Ilmendorf, Obermettenbach, Schillwitzhausen, Untermettenbach und Unterpindhart
  - Dörfer Eichelberg, Gaden bei Geisenfeld, Holzleiten, Nötting, Parleiten, Schillwitzried und Zell
  - Weiler Brunn, Einberg, Hornlohe, Ritterswörth und Wasenstadt
  - Einöden Furthof, Gießübel, Kolmhof, Moosmühle, Obereulenthal, Schafhof, Scheuerhof, Untereulenthal, Wettermühle und Ziegelstadel

- Die Gemeinde Gerolsbach mit 77 Gemeindeteilen:
  - Pfarrdörfer Gerolsbach, Klenau und Singenbach
  - Kirchdörfer Alberzell, Junkenhofen und Strobenried
  - Dörfer Lichthausen und Schachach
  - Weiler Arnsried, Dallach, Einsassen, Eisenhut, Eulenthal, Felbern, Finkenzell, Fürholzen, Garbertshausen, Gerenzhausen, Gröben, Gütersberg, Kohlstatt, Labersberg, Schleichern, Singern, Thalern und Wolfertshausen
  - Einöden Aichmühle, Ankertshausen, Bergern, Bockhof, Branst, Breitsamet, Brenntenholz, Duckenried, Durchschlacht, Dürnthal, Eggern, Forstern, Forsthof, Friedlhof, Gmeind, Graham, Großpalmberg, Grub, Harreß, Hasenhof, Hickern, Hilm, Hof, Hörzell, Hudlhub, Kleinhub, Kleinpalmberg, Kreuth, Lahnbauer, Leithen, Mammertshausen, Oberbuch, Oberwengen, Oberzell, Pitzlhof, Riedern, Sachenbach, Sappenberg, Saulbach, Schardling, Siebeneich, Sommersberg, Spielberg, Stockhausen, Tränk, Unterwengen, Voglhof, Weichselbaum, Weilerau, Wüstersberg und Zaderhof

- Die Gemeinde Hettenshausen mit 15 Gemeindeteilen:
  - Pfarrdorf Hettenshausen
  - Dörfer Entrischenbrunn, Prambach, Reisgang und Winden
  - Siedlung Jahnhöhe
  - Weiler Posthof, Streitberg und Webling
  - Einöden Ehrensberg, Feldmühle, Harres, Leiten, Schaibmaierhof und Washof

- Der Markt Hohenwart mit 23 Gemeindeteilen:
  - Hauptort Hohenwart
  - Pfarrdörfer Deimhausen, Freinhausen, Lindach, Steinerskirchen und Weichenried
  - Kirchdörfer Eulenried und Klosterberg
  - Dörfer Koppenbach, Loch, Schlott, Seibersdorf und Thierham
  - Weiler Ellenbach, Englmannsberg, Englmannszell, Hardt und Wolfshof
  - Einöden Beuern, Merxmühle, Rothof und Schwaig
  - Elektrizitätswerk Hochstattmühle

- Die Gemeinde Ilmmünster mit 4 Gemeindeteilen:
  - Pfarrdorf Ilmmünster
  - Kirchdorf Ilmried
  - Weiler Riedermühle
  - Einöde Unterdumeltshausen

- Die Gemeinde Jetzendorf mit 28 Gemeindeteilen:
  - Pfarrdörfer Hirschenhausen und Jetzendorf
  - Kirchdörfer Kemmoden, Lampertshausen und Volkersdorf
  - Dörfer Badershausen, Eck, Habertshausen und Priel
  - Weiler Lindhof und Thann
  - Einöden Brunnhof, Frechmühle, Grubhof, Grünthal, Happertshofen, Kaltenberg, Kolmhof, Kreithof, Kremshof, Lueg, Oberstark, Saxau, Schernberg, Thalhof, Unterstark, Weiherhaus und Weingarten

- Der Markt Manching mit 9 Gemeindeteilen:
  - Hauptort Manching
  - Pfarrdorf Oberstimm
  - Kirchdörfer Niederstimm, Pichl und Westenhausen
  - Dorf Lindach
  - Siedlung Forstwiesen
  - Weiler Rottmannshart
  - Einöde Sonnenbrücke

- Die Gemeinde Münchsmünster mit 10 Gemeindeteilen:
  - Pfarrdorf Münchsmünster
  - Kirchdörfer Mitterwöhr und Niederwöhr
  - Siedlung Forstpriel
  - Dorf Oberwöhr
  - Weiler Auhausen und Dirnbergermühle
  - Einöden Au, Griesham und Niedermühle

- Die Stadt Pfaffenhofen a.d.Ilm mit 62 Gemeindeteilen:
  - Hauptort Pfaffenhofen a.d.Ilm
  - Pfarrdörfer Affalterbach, Ehrenberg, Förnbach, Göbelsbach, Gundamsried, Tegernbach, Uttenhofen und Walkersbach
  - Kirchdörfer Angkofen, Eutenhofen, Gittenbach, Haimpertshofen, Kleinreichertshofen, Menzenbach und Niederscheyern
  - Dörfer Bachappen, Eberstetten, Eckersberg, Fürholzen, Heißmanning, Siebenecken, Streitdorf, Sulzbach, Weihern und Wolfsberg
  - Weiler Altkaslehen, Eja, Holzried, Kienhöfe, Kuglhof, Pernzhof, Radlhöfe, Schabenberg, Seugen, Straßhof, Thalhof und Weyern
  - Einöden Berghof, Brunnhof, Buchhof, Doderhof, Ebenhof, Einödshof, Frechmühle, Griesbach, Grubhof, Gumpersdorf, Höflmaier, Kleinebenhof, Köglhaus, Köhlhof, Kreuzmühle, Langenwiesen, Menzenpriel, Pallertshausen, Riedhof, Siebeneichmühle, Wasenstatt, Weingarten, Zierlmühle und Zweckhof

- Die Gemeinde Pörnbach mit 6 Gemeindeteilen:
  - Pfarrdorf Pörnbach
  - Kirchdörfer Puch und Raitbach
  - Weiler Maushof und Oberkreut
  - Einöde Unterkreut

- Die Gemeinde Reichertshausen mit 19 Gemeindeteilen:
  - Pfarrdörfer Reichertshausen und Steinkirchen
  - Kirchdörfer Haunstetten, Paindorf und Pischelsdorf
  - Dörfer Grafing, Gründholm, Gurnöbach, Langwaid, Lausham, Oberpaindorf und Salmading
  - Weiler Bärnhausen, Haselhof, Ilmberg, Kerum und Kreut
  - Einöden Holzhof und Kohlmühle

- Der Markt Reichertshofen mit 13 Gemeindeteilen:
  - Hauptort Reichertshofen
  - Pfarrdörfer Hög und Langenbruck
  - Kirchdorf Starkertshofen
  - Dörfer Agelsberg, Au a.Aign, Dörfl, Gotteshofen, Ronnweg, Stöffel und Winden a.Aign
  - Weiler Sankt Kastl und Wolnhofen

- Die Gemeinde Rohrbach mit 10 Gemeindeteilen:
  - Pfarrdörfer Rohrbach, Fahlenbach und Rohr
  - Kirchdörfer Gambach, Ossenzhausen und Waal
  - Dörfer Fürholzen, Ottersried und Rinnberg
  - Weiler Buchersried

- Die Gemeinde Scheyern mit 36 Gemeindeteilen:
  - Pfarrdorf Scheyern
  - Kirchdorf Euernbach
  - Dörfer Fernhag, Gneisdorf, Kreutenbach, Mitterscheyern, Triefing und Vieth
  - Weiler Biberg, Durchschlacht, Edersberg, Edling, Eichberg, Grainstetten, Oberschnatterbach, Plöcking, Schmidhausen, Schönberg, Unterschnatterbach, Wernthal, Winden b.Scheyern, Zell und Ziegelnöbach
  - Einöden Blaumosen, Daselmühle, Edenhub, Froschbach, Grub, Gumelsberg, Günthal, Hammerschmiede, Klingbach, Oberdummeltshausen, Öd, Rauhof und Voglried

- Die Gemeinde Schweitenkirchen mit 42 Gemeindeteilen:
  - Pfarrdörfer Dürnzhausen, Geisenhausen, Güntersdorf, Niederthann und Schweitenkirchen
  - Kirchdörfer Ampertshausen, Aufham, Dietersdorf, Frickendorf, Gundelshausen, Hirschhausen, Preinerszell und Sünzhausen
  - Dörfer Giegenhausen, Großarreshausen, Holzhäuseln, Holzhausen, Loipersdorf, Oberthann, Preinersdorf, Raffenstetten und Schmiedhausen
  - Weiler Jetzelmaierhöfe, Kleinarreshausen, Loipertshausen, Reisdorf, Schaching, Schellneck und Weikenhausen
  - Einöden Aign, Auhof, Bettermacher, Birketbaur, Feldhof, Hareß, Hueb, Kerschhof, Neukaslehen, Ödhof, Peiglmühle, Stelzenberg und Westing

- Die Stadt Vohburg a.d.Donau mit 13 Gemeindeteilen:
  - Hauptort Vohburg a.d.Donau
  - Pfarrdörfer Irsching und Menning
  - Kirchdörfer Dünzing, Knodorf, Oberhartheim und Rockolding
  - Dörfer Hartacker, Oberdünzing und Pleiling
  - Weiler Auhöfe, Höfartsmühle und Unterhartheim

- Der Markt Wolnzach mit 50 Gemeindeteilen:
  - Hauptort Wolnzach
  - Pfarrdörfer Eschelbach a.d.Ilm, Gebrontshausen, Geroldshausen i.d.Hallertau, Gosseltshausen und Oberlauterbach
  - Kirchdörfer Burgstall, Haushausen, Jebertshausen, Königsfeld, Larsbach, Lohwinden und Niederlauterbach
  - Dörfer Hüll und Starzhausen
  - Weiler Attenhausen, Auhöfe, Beigelswinden, Buch, Egg, Gschwend, Hagertshausen, Hirnsberg, Irlmühle, Kemnathen, Kumpfmühle, Lehen, Schwaig, Siegertszell, Stadelhof und Thongräben
  - Einöden Abeltshausen, Bratzhof, Bratzmühle, Bruckbach, Edenthal, Giglhof, Grubwinn, Hanfkolm, Haunerhof, Kreithof, Kreut, Krönmühle, Nietenhausen, Schlagenhausermühle, Schreinmühle, Schrittenlohe, Stockberg, Weingarten und Wilhelm

## Alphabetische Liste
In Fettschrift erscheinen die Orte, die namengebend für die Gemeinde sind.

### A
- Abeltshausen zu Wolnzach
- Affalterbach zu Pfaffenhofen a.d.Ilm
- Agelsberg zu Reichertshofen
- Aichmühle zu Gerolsbach
- Aign zu Schweitenkirchen
- Ainau zu Geisenfeld
- Alberzell zu Gerolsbach
- Altkaslehen zu Pfaffenhofen a.d.Ilm
- Ampertshausen zu Schweitenkirchen
- Angkofen zu Pfaffenhofen a.d.Ilm
- Ankertshausen zu Gerolsbach
- Arnsried zu Gerolsbach
- Attenhausen zu Wolnzach
- Au zu Münchsmünster
- Au am Aign zu Reichertshofen
- Aufham zu Schweitenkirchen
- Auhausen zu Münchsmünster
- Auhof zu Schweitenkirchen
- Auhöfe zu Vohburg a.d.Donau
- Auhöfe zu Wolnzach

### B
- Baar zu Baar-Ebenhausen
- Bachappen zu Pfaffenhofen a.d.Ilm
- Badershausen zu Jetzendorf
- Bärnhausen zu Reichertshausen
- Beigelswinden zu Wolnzach
- Bergern zu Gerolsbach
- Berghof zu Pfaffenhofen a.d.Ilm
- Bettermacher zu Schweitenkirchen
- Beuern zu Hohenwart
- Biberg zu Scheyern
- Birketbaur zu Schweitenkirchen
- Blaumosen zu Scheyern
- Bockhof zu Gerolsbach
- Branst zu Gerolsbach
- Bratzhof zu Wolnzach
- Bratzmühle zu Wolnzach
- Breitsamet zu Gerolsbach
- Brenntenholz zu Gerolsbach
- Bruckbach zu Wolnzach
- Brunn zu Geisenfeld
- Brunnhof zu Jetzendorf
- Brunnhof zu Pfaffenhofen a.d.Ilm
- Buch zu Wolnzach
- Buchersried zu Rohrbach
- Buchhof zu Pfaffenhofen a.d.Ilm
- Burgstall zu Wolnzach

### D
- Dallach zu Gerolsbach
- Daselmühle zu Scheyern
- Deimhausen zu Hohenwart
- Dietersdorf zu Schweitenkirchen
- Dirnbergermühle zu Münchsmünster
- Doderhof zu Pfaffenhofen a.d.Ilm
- Dörfl zu Reichertshofen
- Duckenried zu Gerolsbach
- Dünzing zu Vohburg a.d.Donau
- Durchschlacht zu Gerolsbach
- Durchschlacht zu Scheyern
- Dürnthal zu Gerolsbach
- Dürnzhausen zu Schweitenkirchen

### E
- Ebenhausen zu Baar-Ebenhausen
- Ebenhausen-Werk zu Baar-Ebenhausen
- Ebenhof zu Pfaffenhofen a.d.Ilm
- Eberstetten zu Pfaffenhofen a.d.Ilm
- Eck zu Jetzendorf
- Eckersberg zu Pfaffenhofen a.d.Ilm
- Edenhub zu Scheyern
- Edenthal zu Wolnzach
- Edersberg zu Scheyern
- Edling zu Scheyern
- Egg zu Wolnzach
- Eggern zu Gerolsbach
- Ehrenberg zu Pfaffenhofen a.d.Ilm
- Ehrensberg zu Hettenshausen
- Eichberg zu Scheyern
- Eichelberg zu Geisenfeld
- Einberg zu Geisenfeld
- Einödshof zu Pfaffenhofen a.d.Ilm
- Einsassen zu Gerolsbach
- Eisenhut (mit St. Maria Magdalena (Eisenhut)) zu Gerolsbach
- Eja zu Pfaffenhofen a.d.Ilm
- Ellenbach zu Hohenwart
- Engelbrechtsmünster zu Geisenfeld
- Englmannsberg zu Hohenwart
- Englmannszell zu Hohenwart
- Entrischenbrunn zu Hettenshausen
- Ernsgaden
- Eschelbach an der Ilm zu Wolnzach
- Euernbach zu Scheyern
- Eulenried zu Hohenwart
- Eulenthal zu Gerolsbach
- Eutenhofen zu Pfaffenhofen a.d.Ilm

### F
- Fahlenbach zu Rohrbach
- Felbern zu Gerolsbach
- Feldhof zu Schweitenkirchen
- Feldmühle zu Hettenshausen
- Fernhag zu Scheyern
- Finkenzell zu Gerolsbach
- Förnbach zu Pfaffenhofen a.d.Ilm
- Forstern zu Gerolsbach
- Forsthof zu Gerolsbach
- Forstpriel zu Münchsmünster
- Forstwiesen zu Manching
- Frechmühle zu Jetzendorf
- Frechmühle zu Pfaffenhofen a.d.Ilm
- Freinhausen zu Hohenwart
- Frickendorf zu Schweitenkirchen
- Friedlhof zu Gerolsbach
- Froschbach zu Scheyern
- Fürholzen zu Gerolsbach
- Fürholzen zu Pfaffenhofen a.d.Ilm
- Fürholzen zu Rohrbach
- Furthof zu Geisenfeld

### G
- Gaden bei Geisenfeld zu Geisenfeld
- Gambach zu Rohrbach
- Garbertshausen zu Gerolsbach
- Gebrontshausen zu Wolnzach
- Geisenfeld
- Geisenfeldwinden zu Geisenfeld
- Geisenhausen zu Schweitenkirchen
- Gerenzhausen zu Gerolsbach
- Geroldshausen i.d.Hallertau zu Wolnzach
- Gerolsbach
- Giegenhausen zu Schweitenkirchen
- Gießübel zu Geisenfeld
- Giglhof zu Wolnzach
- Gittenbach zu Pfaffenhofen a.d.Ilm
- Gmeind zu Gerolsbach
- Gneisdorf zu Scheyern
- Göbelsbach zu Pfaffenhofen a.d.Ilm
- Gosseltshausen zu Wolnzach
- Gotteshofen zu Reichertshofen
- Grafing zu Reichertshausen
- Graham zu Gerolsbach
- Grainstetten zu Scheyern
- Griesbach zu Pfaffenhofen a.d.Ilm
- Griesham zu Münchsmünster
- Gröben zu Gerolsbach
- Großarreshausen zu Schweitenkirchen
- Großpalmberg zu Gerolsbach
- Grub zu Gerolsbach
- Grub zu Scheyern
- Grubhof zu Jetzendorf
- Grubhof zu Pfaffenhofen a.d.Ilm
- Grubwinn zu Wolnzach
- Gründholm zu Reichertshausen
- Grünthal zu Jetzendorf
- Gschwend zu Wolnzach
- Gumelsberg zu Scheyern
- Gumpersdorf zu Pfaffenhofen a.d.Ilm
- Gundamsried zu Pfaffenhofen a.d.Ilm
- Gundelshausen zu Schweitenkirchen
- Güntersdorf zu Schweitenkirchen
- Günthal zu Scheyern
- Gurnöbach zu Reichertshausen
- Gütersberg zu Gerolsbach

### H
- Habertshausen zu Jetzendorf
- Hagertshausen zu Wolnzach
- Haimpertshofen zu Pfaffenhofen a.d.Ilm
- Hammerschmiede zu Scheyern
- Hanfkolm zu Wolnzach
- Happertshofen zu Jetzendorf
- Hardt zu Hohenwart
- Hareß zu Schweitenkirchen
- Harres zu Hettenshausen
- Harreß zu Gerolsbach
- Hartacker zu Vohburg a.d.Donau
- Haselhof zu Reichertshausen
- Hasenhof zu Gerolsbach
- Haunerhof zu Wolnzach
- Haunstetten zu Reichertshausen
- Haushausen zu Wolnzach
- Heißmanning zu Pfaffenhofen a.d.Ilm
- Hettenshausen
- Hickern zu Gerolsbach
- Hilm zu Gerolsbach
- Hirnsberg zu Wolnzach
- Hirschenhausen zu Jetzendorf
- Hirschhausen zu Schweitenkirchen
- Hochstattmühle zu Hohenwart
- Hof zu Gerolsbach
- Höfartsmühle zu Vohburg a.d.Donau
- Höflmaier zu Pfaffenhofen a.d.Ilm
- Hög zu Reichertshofen
- Hohenwart
- Holzhäuseln zu Schweitenkirchen
- Holzhausen zu Schweitenkirchen
- Holzhof zu Reichertshausen
- Holzleiten zu Geisenfeld
- Holzried zu Pfaffenhofen a.d.Ilm
- Hornlohe zu Geisenfeld
- Hörzell zu Gerolsbach
- Hudlhub zu Gerolsbach
- Hueb zu Schweitenkirchen
- Hüll zu Wolnzach

### I
- Ilmberg zu Reichertshausen
- Ilmendorf zu Geisenfeld
- Ilmmünster
- Ilmried zu Ilmmünster
- Irlmühle zu Wolnzach
- Irsching zu Vohburg a.d.Donau

### J
- Jahnhöhe zu Hettenshausen
- Jebertshausen zu Wolnzach
- Jetzelmaierhöfe zu Schweitenkirchen
- Jetzendorf
- Junkenhofen zu Gerolsbach

### K
- Kaltenberg zu Jetzendorf
- Kemmoden zu Jetzendorf
- Kemnathen zu Wolnzach
- Kerschhof zu Schweitenkirchen
- Kerum zu Reichertshausen
- Kienhöfe zu Pfaffenhofen a.d.Ilm
- Kleinarreshausen zu Schweitenkirchen
- Kleineberhof zu Pfaffenhofen a.d.Ilm
- Kleinhub zu Gerolsbach
- Kleinpalmberg zu Gerolsbach
- Kleinreichertshofen zu Pfaffenhofen a.d.Ilm
- Klenau zu Gerolsbach
- Klingbach zu Scheyern
- Klosterberg zu Hohenwart
- Knodorf zu Vohburg a.d.Donau
- Köglhaus zu Pfaffenhofen a.d.Ilm
- Köhlhof zu Pfaffenhofen a.d.Ilm
- Kohlmühle zu Reichertshausen
- Kohlstatt zu Gerolsbach
- Kolmhof zu Geisenfeld
- Kolmhof zu Jetzendorf
- Königsfeld zu Wolnzach
- Koppenbach zu Hohenwart
- Kreithof zu Jetzendorf
- Kreithof zu Wolnzach
- Kremshof zu Jetzendorf
- Kreut zu Reichertshausen
- Kreut zu Wolnzach
- Kreutenbach zu Scheyern
- Kreuth zu Gerolsbach
- Kreuzmühle zu Pfaffenhofen a.d.Ilm
- Krönmühle zu Wolnzach
- Kuglhof zu Pfaffenhofen a.d.Ilm
- Kumpfmühle zu Wolnzach

### L
- Labersberg zu Gerolsbach
- Lahnbauer zu Gerolsbach
- Lampertshausen zu Jetzendorf
- Langenbruck zu Reichertshofen
- Langenwiesen zu Pfaffenhofen a.d.Ilm
- Langwaid zu Reichertshausen
- Larsbach zu Wolnzach
- Lausham zu Reichertshausen
- Lehen zu Wolnzach
- Leiten zu Hettenshausen
- Leithen zu Gerolsbach
- Lichthausen zu Gerolsbach
- Lindach zu Hohenwart
- Lindach zu Manching
- Lindhof zu Jetzendorf
- Loch zu Hohenwart
- Lohwinden zu Wolnzach
- Loipersdorf zu Schweitenkirchen
- Loipertshausen zu Schweitenkirchen
- Lueg zu Jetzendorf

### M
- Mammertshausen zu Gerolsbach
- Manching
- Maushof zu Pörnbach
- Menning zu Vohburg a.d.Donau
- Menzenbach zu Pfaffenhofen a.d.Ilm
- Menzenpriel zu Pfaffenhofen a.d.Ilm
- Merxmühle zu Hohenwart
- Mitterscheyern zu Scheyern
- Mitterwöhr zu Münchsmünster
- Moosmühle zu Geisenfeld
- Münchsmünster

### N
- Neukaslehen zu Schweitenkirchen
- Niederlauterbach zu Wolnzach
- Niedermühle zu Münchsmünster
- Niederscheyern zu Pfaffenhofen a.d.Ilm
- Niederstimm zu Manching
- Niederthann zu Schweitenkirchen
- Niederwöhr zu Münchsmünster
- Nietenhausen zu Wolnzach
- Nötting zu Geisenfeld

### O
- Oberbuch zu Gerolsbach
- Oberdummeltshausen zu Scheyern
- Oberdünzing zu Vohburg a.d.Donau
- Obereulenthal zu Geisenfeld
- Oberhartheim zu Vohburg a.d.Donau
- Oberkreut zu Pörnbach
- Oberlauterbach zu Wolnzach
- Obermettenbach zu Geisenfeld
- Oberpaindorf zu Reichertshausen
- Oberschnatterbach zu Scheyern
- Oberstark zu Jetzendorf
- Oberstimm zu Manching
- Oberthann zu Schweitenkirchen
- Oberwengen zu Gerolsbach
- Oberwöhr zu Münchsmünster
- Oberzell zu Gerolsbach
- Öd zu Scheyern
- Ödhof zu Schweitenkirchen
- Ossenzhausen zu Rohrbach
- Ottersried zu Rohrbach

### P
- Paindorf zu Reichertshausen
- Pallertshausen zu Pfaffenhofen a.d.Ilm
- Parleiten zu Geisenfeld
- Peiglmühle zu Schweitenkirchen
- Pernzhof zu Pfaffenhofen a.d.Ilm
- Pfaffenhofen a.d.Ilm
- Pichl zu Manching
- Pischelsdorf zu Reichertshausen
- Pitzlhof zu Gerolsbach
- Pleiling zu Vohburg a.d.Donau
- Plöcking zu Scheyern
- Pörnbach
- Posthof zu Hettenshausen
- Prambach zu Hettenshausen
- Preinersdorf zu Schweitenkirchen
- Preinerszell zu Schweitenkirchen
- Priel zu Jetzendorf
- Puch zu Pörnbach

### R
- Radlhöfe zu Pfaffenhofen a.d.Ilm
- Raffenstetten zu Schweitenkirchen
- Raitbach zu Pörnbach
- Rauhof zu Scheyern
- Reichertshausen
- Reichertshofen
- Reisdorf zu Schweitenkirchen
- Reisgang zu Hettenshausen
- Riedermühle zu Ilmmünster
- Riedern zu Gerolsbach
- Riedhof zu Pfaffenhofen a.d.Ilm
- Rinnberg zu Rohrbach
- Ritterswörth zu Geisenfeld
- Rockolding zu Vohburg a.d.Donau
- Rohr zu Rohrbach
- Rohrbach
- Ronnweg zu Reichertshofen
- Rothof zu Hohenwart
- Rottenegg zu Geisenfeld
- Rottmannshart zu Manching

### S
- Sachenbach zu Gerolsbach
- Salmading zu Reichertshausen
- Sankt Kastl zu Reichertshofen
- Sappenberg zu Gerolsbach
- Saulbach zu Gerolsbach
- Saxau zu Jetzendorf
- Schabenberg zu Pfaffenhofen a.d.Ilm
- Schachach zu Gerolsbach
- Schaching zu Schweitenkirchen
- Schafhof zu Geisenfeld
- Schaibmaierhof zu Hettenshausen
- Schardling zu Gerolsbach
- Schellneck zu Schweitenkirchen
- Schernberg zu Jetzendorf
- Scheuerhof zu Geisenfeld
- Scheyern
- Schillwitzhausen zu Geisenfeld
- Schillwitzried zu Geisenfeld
- Schlagenhausermühle zu Wolnzach
- Schleichern zu Gerolsbach
- Schlott zu Hohenwart
- Schmidhausen zu Scheyern
- Schmiedhausen zu Schweitenkirchen
- Schönberg zu Scheyern
- Schreinmühle zu Wolnzach
- Schrittenlohe zu Wolnzach
- Schwaig zu Hohenwart
- Schwaig zu Wolnzach
- Schweitenkirchen
- Seibersdorf zu Hohenwart
- Seugen zu Pfaffenhofen a.d.Ilm
- Siebenecken zu Pfaffenhofen a.d.Ilm
- Siebeneich zu Gerolsbach
- Siebeneichmühle zu Pfaffenhofen a.d.Ilm
- Siegertszell zu Wolnzach
- Singenbach zu Gerolsbach
- Singern zu Gerolsbach
- Sommersberg zu Gerolsbach
- Sonnenbrücke zu Manching
- Spielberg zu Gerolsbach
- Stadelhof zu Wolnzach
- Starkertshofen zu Reichertshofen
- Starzhausen zu Wolnzach
- Steinerskirchen zu Hohenwart
- Steinkirchen zu Reichertshausen
- Stelzenberg zu Schweitenkirchen
- Stockberg zu Wolnzach
- Stockhausen zu Gerolsbach
- Stöffel zu Reichertshofen
- Straßhof zu Pfaffenhofen a.d.Ilm
- Streitberg zu Hettenshausen
- Streitdorf zu Pfaffenhofen a.d.Ilm
- Strobenried zu Gerolsbach
- Sulzbach zu Pfaffenhofen a.d.Ilm
- Sünzhausen zu Schweitenkirchen

### T
- Tegernbach zu Pfaffenhofen a.d.Ilm
- Thalern zu Gerolsbach
- Thalhof zu Jetzendorf
- Thalhof zu Pfaffenhofen a.d.Ilm
- Thann zu Jetzendorf
- Thierham zu Hohenwart
- Thongräben zu Wolnzach
- Tränk zu Gerolsbach
- Triefing zu Scheyern

### U
- Unterdumeltshausen zu Ilmmünster
- Untereulenthal zu Geisenfeld
- Unterhartheim zu Vohburg a.d.Donau
- Unterkreut zu Pörnbach
- Untermettenbach zu Geisenfeld
- Unterpindhart zu Geisenfeld
- Unterschnatterbach zu Scheyern
- Unterstark zu Jetzendorf
- Unterwengen zu Gerolsbach
- Uttenhofen zu Pfaffenhofen a.d.Ilm

### V
- Vieth zu Scheyern
- Voglhof zu Gerolsbach
- Voglried zu Scheyern
- Vohburg a.d.Donau
- Volkersdorf zu Jetzendorf

### W
- Waal zu Rohrbach
- Walkersbach zu Pfaffenhofen a.d.Ilm
- Wasenstadt zu Geisenfeld
- Wasenstatt zu Pfaffenhofen a.d.Ilm
- Washof zu Hettenshausen
- Webling zu Hettenshausen
- Weichenried zu Hohenwart
- Weichselbaum zu Gerolsbach
- Weiherhaus zu Jetzendorf
- Weihern zu Pfaffenhofen a.d.Ilm
- Weikenhausen zu Schweitenkirchen
- Weilerau zu Gerolsbach
- Weingarten zu Jetzendorf
- Weingarten zu Pfaffenhofen a.d.Ilm
- Weingarten zu Wolnzach
- Wernthal zu Scheyern
- Westenhausen zu Manching
- Westing zu Schweitenkirchen
- Wettermühle zu Geisenfeld
- Weyern zu Pfaffenhofen a.d.Ilm
- Wilhelm zu Wolnzach
- Winden zu Hettenshausen
- Winden am Aign zu Reichertshofen
- Winden bei Scheyern zu Scheyern
- Wolfertshausen zu Gerolsbach
- Wolfsberg zu Pfaffenhofen a.d.Ilm
- Wolfshof zu Hohenwart
- Wolnhofen zu Reichertshofen
- Wolnzach
- Wüstersberg zu Gerolsbach

### Z
- Zaderhof zu Gerolsbach
- Zell zu Geisenfeld
- Zell zu Scheyern
- Ziegelnöbach zu Scheyern
- Ziegelstadel zu Geisenfeld
- Zierlmühle zu Pfaffenhofen a.d.Ilm
- Zweckhof zu Pfaffenhofen a.d.Ilm

| ↑ Zurück zum Inhaltsverzeichnis |